# Церковь Тондо

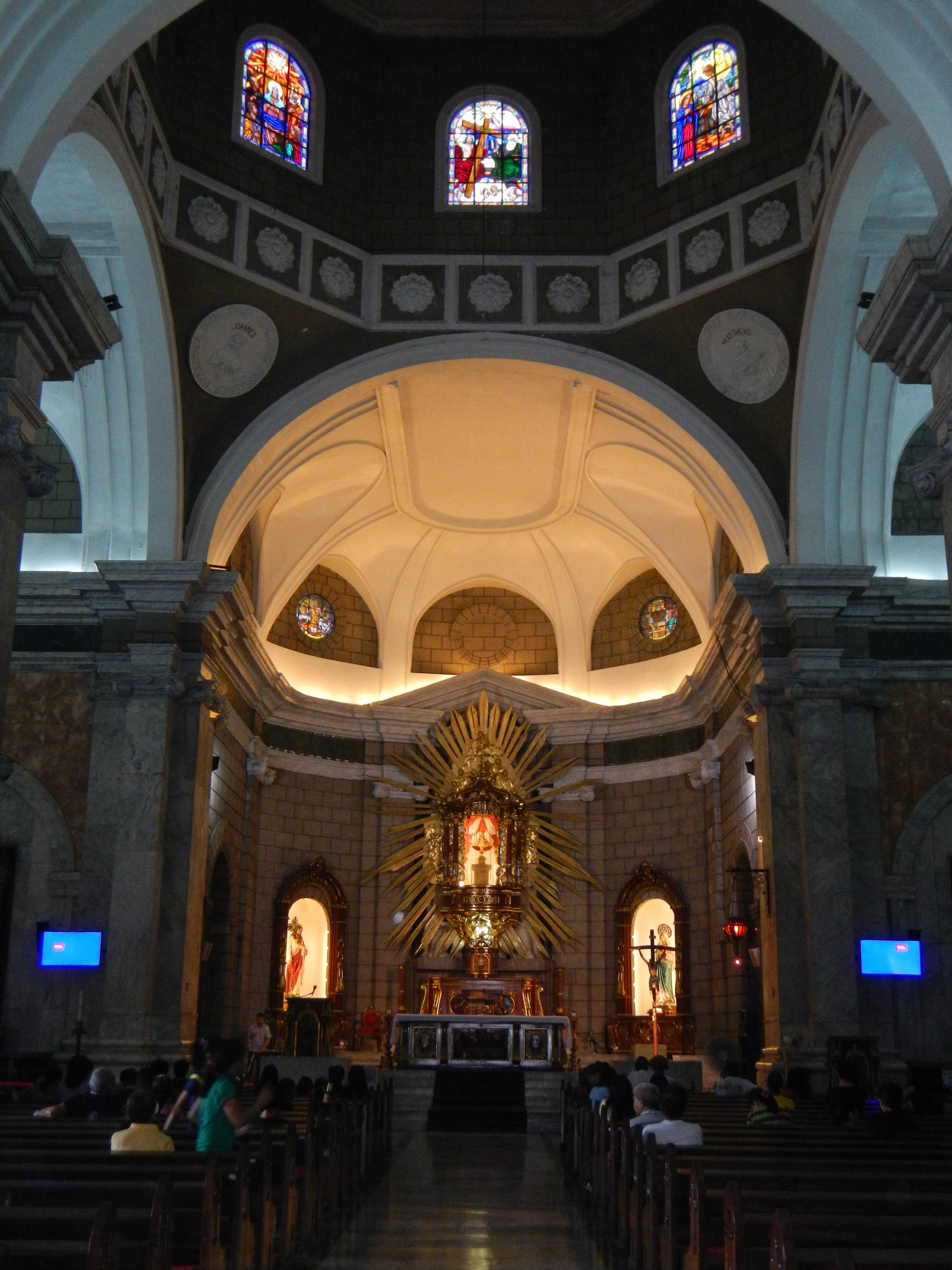
Внутренний интерьер храма

Церковь Тондо, официальное наименование — Церковь Святейшего Младенца Иисуса в Тондо (исп.  Santo Niño de Tondo) — католическая церковь, находящаяся в манильском районе Тондо, Филиппины. Находится на Пласа-де-Рома в границах исторического района Интрамурос и входит в состав архиепархии Манилы. В храме хранится статуя Святейшего Младенца Иисуса, о которой церковь получила своё наименование. Статуя Святейшего Младенца Иисуса является объектом почитания среди филиппинских католиков, в связи с чем церковь Тондо является одним из самых посещаемых католических храмов на Филиппинах.

## История
Храм был построен в 1572 году испанскими августинцами. Первым настоятелем храма был Алонсо Альварадо, который был провинциалом монашеского округа, куда, кроме Манилы, также входили северные пригороды Манилы. В 1572 году в храме была установлена статуя Святейшего Младенца Иисуса, доставленная из Акапулько богатым мексиканским торговцем, который подарил её архиепископу Манилы.
Свой первый монастырь в Маниле августинцы построили в 1611 году. Храм Святейшего Младенца Иисуса входил в состав этого монастыря. В 1641 году храм пострадал во время восстания филиппинских метисов и в 1645 года — от случившегося землетрясения. Монастырь был освобождён от налога и вскоре был восстановлен. В 1728 году монастырь использовал две тысячи песо из собственных средств для ремонта храма. Фасад и две башни были восстановлены в 1734 году. В 1740 году здание храма пострадало от землетрясения и на следующий год отремонтировано.
В 1863 году следующее землетрясение значительно повлияло на состояние церкви и её восстановлением занялся священник Мануэль Диес Гонсалес. Реставрацию окончил священник Касимиро Эрреро, который в 1873 году использовал впервые в стране стальной каркас для укрепления купола и железных листов на кровле, доставленный из Великобритании. Стальной каркас был сделан по проекту архитектора Лусиано Оливера.
С 1889 года по 1898 год священник Мариано Хиль обустраивал кладбище, которое располагалось около храма. Некрополь был обнесён каменной стеной, которую разработал архитектор Греогрио Санто. Камень для кладбищенской ограды был доставлен из населённых пунктов Гуаделупе и Мейкауайан. В 1893 году в храме был установлен орган «Amezua Organeros», импортированный из Барселоны.
Во время японской оккупации богослужения в храме не проводились в связи с тем, что японцы использовали его для своих целей. Святые мессы проводились в доме под названием «Primo Arambulo» на улице Сантьяго-де-Вера. В последние годы японской оккупации храм использовался для размещения беженцев.
Праздник
Ежегодно каждое третье воскресенье около храма происходит праздник, посвящённый статуе Святейшего Младенца Иисуса.